# Tom Taylor
Thomas Sylvester "Tom" Taylor (Ontário, 4 de dezembro de 1880 - 15 de agosto de 1945) foi um futebolista canadense, campeão olímpico.
Tom Taylor competiu nos Jogos Olímpicos de Verão de 1904 em St Louis. Ele ganhou a medalha de ouro como membro do Galt F.C., que representou o Canadá nos Jogos. Ele foi artilheiro do torneio com seis gols.